# (25029) Ludwighesse
(25029) Ludwighesse est un astéroïde de la ceinture principale.

## Description
(25029) Ludwighesse est un astéroïde de la ceinture principale. Il fut découvert le 26 août 1998 à Prescott (Arizona) par Paul G. Comba. Il présente une orbite caractérisée par un demi-grand axe de 2,77 UA, une excentricité de 0,05 et une inclinaison de 4,1° par rapport à l'écliptique.

## Compléments